# No One (2 Unlimited-dal)
A No One című dal a holland 2 Unlimited duó 3. albumának második kimásolt kislemeze a Real Things című albumról.

## Megjelenések
7"  Németország ZYX Music – ZYX 7425-7
- A	No One (Radio Edit) 3:27
- B	No One (Unlimited Rmx-Edit) 3:45

12"  Egyesült Királyság  PWL International – PWLT 314
- A1	No One (Extended)	5:24
- A2	No One (Unlimited Remix)	5:29
- B1	No One (X-Out) 6:21 Remix – X-Out
- B2	No One (X-Out In Dub) 5:45 Remix – X-Out

## Megjelenés és fogadtatás
A dal számos Európai országban sikeresnek bizonyult. Hollandiában a 2. helyen végzett, Belgiumban a 3. volt a kislemezlistán. Az Egyesült Királyságban nem ért el akkora sikert, mint a korábban kiadott dalok, és csupán a 17. helyig sikerült feljutnia a szigetországban. Azonban a BBC Radio 1 többet játszotta, mivel sokkal rádióbarátibb volt, mint a korábbi dalaik.

## Feldolgozások
A dalt 1996-ban a szerb Moby Dick nevű csapat is feldolgozta Kralj Kokaina címmel.

## Slágerlisták
| Chart (1994)                                 | Peak position |
| -------------------------------------------- | ------------- |
| Australia (ARIA)                             | 70            |
| Austria (Ö3 Austria Top 40)                  | 14            |
| Belgium (VRT Top 30 Flanders)                | 3             |
| Europe (Eurochart Hot 100)                   | 10            |
| Finland (Suomen virallinen lista)            | 6             |
| France (SNEP)                                | 19            |
| Germany (Media Control Charts)               | 18            |
| Ireland (IRMA)                               | 18            |
| MTV Europe                                   | 6             |
| Netherlands (Dutch Top 40)                   | 2             |
| Netherlands (GfK Dutch Chart)                | 3             |
| Spain (AFYVE)                                | 10            |
| Sweden (Sverigetopplistan)                   | 15            |
| Switzerland (Schweizer Hitparade)            | 15            |
| United Kingdom (The Official Charts Company) | 17            |

| Év végi összesítések (1994) | Helyezések |
| --------------------------- | ---------- |
| Dutch Top 40                | 21         |